# Cormobates
Cormobates é um género de ave da família Climacteridae.
Este género contém as seguintes espécies:
- Cormobates leucophaea
- Cormobates placens